# Igor' Kunicyn
Igor' Konstantinovič Kunicyn (in russo И́горь Константи́нович Куни́цын?; Vladivostok, 30 settembre 1981) è un ex tennista russo.
Ha raggiunto il suo più alto ranking nel singolo il 6 luglio 2009, con la 35ª posizione, mentre nel doppio ha raggiunto il 49º posto il 9 giugno 2008.

## Statistiche

### Singolare

#### Vittorie (1)
| Legenda singolare         |
| Grande Slam (0)           |
| ATP World Tour Finals (0) |
| ATP Masters 1000 (0)      |
| ATP World Tour 500 (0)    |
| ATP World Tour 250 (1)    |

| Numero | Data            | Torneo             | Superficie  | Avversario in finale | Punteggio           |
| 1.     | 12 ottobre 2008 | Kremlin Cup, Mosca | Cemento (i) | Marat Safin          | 7–6(6), 6(4)–7, 6–3 |

### Doppio

#### Vittorie (1)
| Nr. | Data            | Torneo             | Superficie  | Compagno         | Avversari in finale             | Punteggio   |
| 1.  | 18 ottobre 2010 | Kremlin Cup, Mosca | Cemento (i) | Dmitrij Tursunov | Janko Tipsarević Viktor Troicki | 7–6(8), 6-3 |